# Scotospilus maindroni
Scotospilus maindroni là một loài nhện trong họ Hahniidae.
Loài này thuộc chi Scotospilus. Scotospilus maindroni được Eugène Simon miêu tả năm 1906.